# ナアマ (レメクの娘)

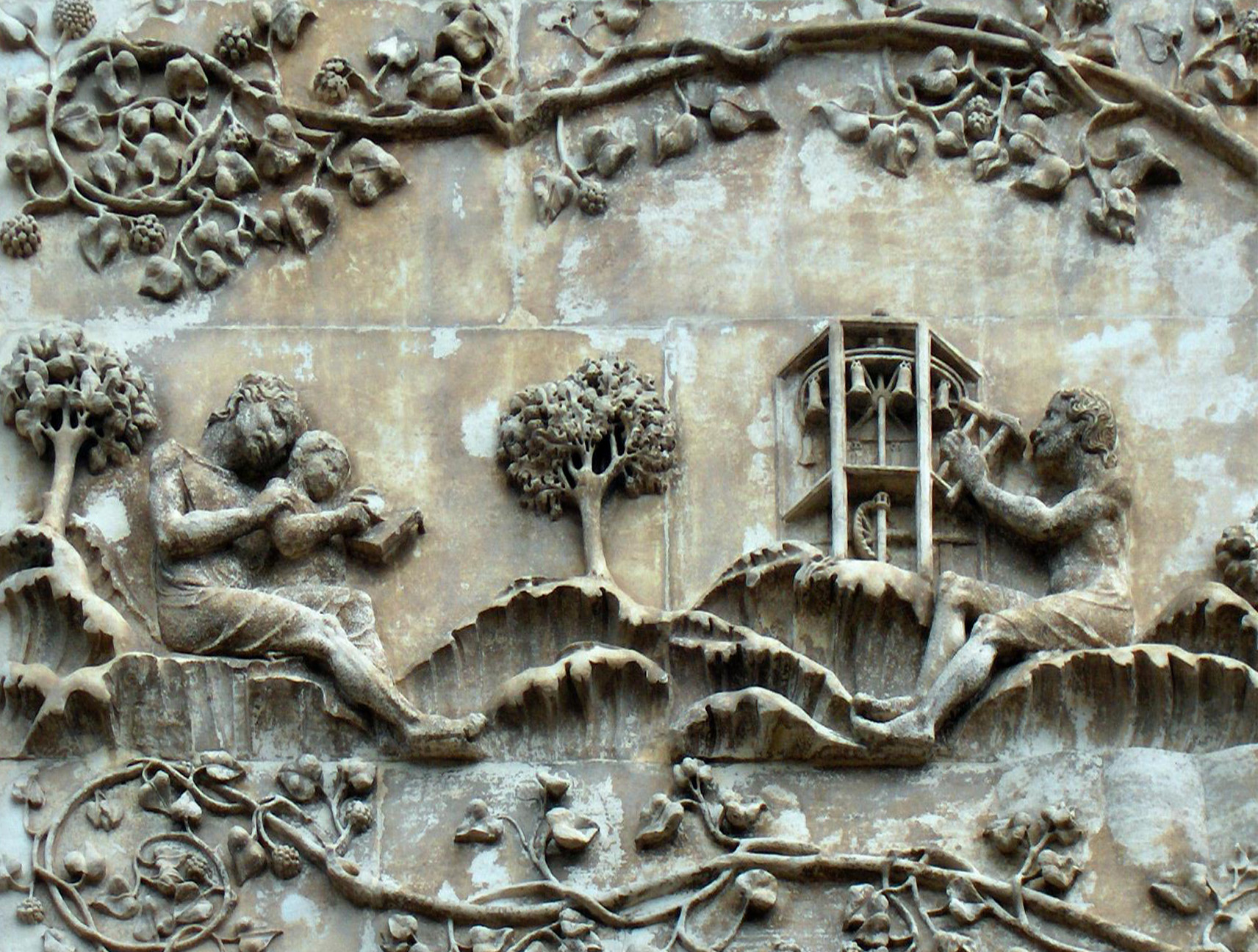
オルヴィエート大聖堂（ドゥオーモ）にある大理石の浅浮彫り

ナアマ（ヘブライ語: נַעֲמָה Na‘ămāh、英語: Naamah）は、『旧約聖書』「創世記」に登場する人物。

## 概要
レメクとチラの間に生まれた娘で、トバルカインの妹。「創世記」に記される唯一の独身女性の名で、重要な人物であった可能性があるが、『旧約聖書』では特に役割は与えられていおらず、名が記された理由は分からない。

## ユダヤ教での解釈と派生

### ミドラシュにおけるノアの妻ナアマ
「創世記」に記される唯一の独身女性の名であったことから、ユダヤ教のミドラシュ（聖書解釈の方法、解釈が書かれた文献）では、ノアの妻で大洪水後の人類の母である女性の名はナアマとされたと思われ、ノアの妻ナアマは天使が虜になるほど美しい女性と讃えられる一方、偶像に歌を捧げ、音楽によって人々を偶像崇拝に誘い込み、堕落を助長する悪意に満ちた誘惑者、「偶像崇拝の女」だと解釈された。ナアマという名の語源は主に「心地よい」という意味であるが、旋律や歌といった意味合いも持つことに関連すると思われる。

### ミドラシュやカバラのゾーハルのナアマ
こうしたナアマの否定的な解釈は後代のミドラシュやカバラ（ユダヤ教神秘主義）のゾーハルにも見られ、そこではナアマは人間の男だけでなく天使・悪魔さえも誘惑する悪女と記述され、ナアマと天使シャマドンの交わりから悪魔界の王アスモデウスが生まれたともされた。
後のカバラ文献でナアマは、赤ん坊の首を絞め、眠っている男を誘惑して血を吸う女悪魔とされた（悪魔ナアマ）。
しばしば『旧約聖書』のレメクとチラの娘ナアマ、ノアの妻ナアマ（『旧約聖書』に典拠なし）、その否定的解釈と派生した言説は混同されている。ラビの中には、レメクとチラの娘ナアマが兄トバルカインと近親相姦しアスモデウスが産まれたと主張する者もいる。

## グノーシス文書のノーレア
ナアマはグノーシス主義におけるノーレアと関連付けられることがある。ノーレハは、グノーシス主義のセツ派ではセツの妹であり妻とされ、ニコライ派とマンダ教ではノアの妻とされている。ニコライ派では、ノアがこの世の支配者アルコーンに仕えたのに対し、ノーレアは超越的な神バルベロに仕え、ノーレハはノアが創った箱舟への立ち入りを拒否され、3度これを焼き払ったとしている。
ナグ・ハマディ写本の「アルコーンの本質」では、アダムとイブが、息子のアベル殺害・カイン追放後にもうけた最初の兄妹がノーレアとセツであり、よって不可避的に二人は夫婦であることが含意される。ノーレア（Norea または Orea）という名前の表記は、ユダヤ教の説話（ハガダー）における、セツの妹かつ妻、またはノアの妻で、ノアの方舟の建造を邪魔し、天使をも誘惑する悪女とされたナアマから来ていると指摘されている。
グノーシス主義の神話では、悪女とされたナアマをプラスの存在として、ノアを逆にマイナスの存在として、価値を逆転させて受容している。